# Aphyonidae

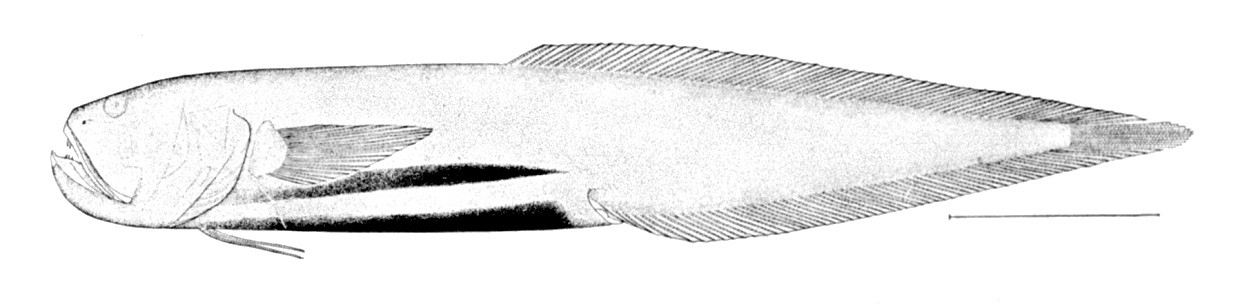
Barathronus bicolor.

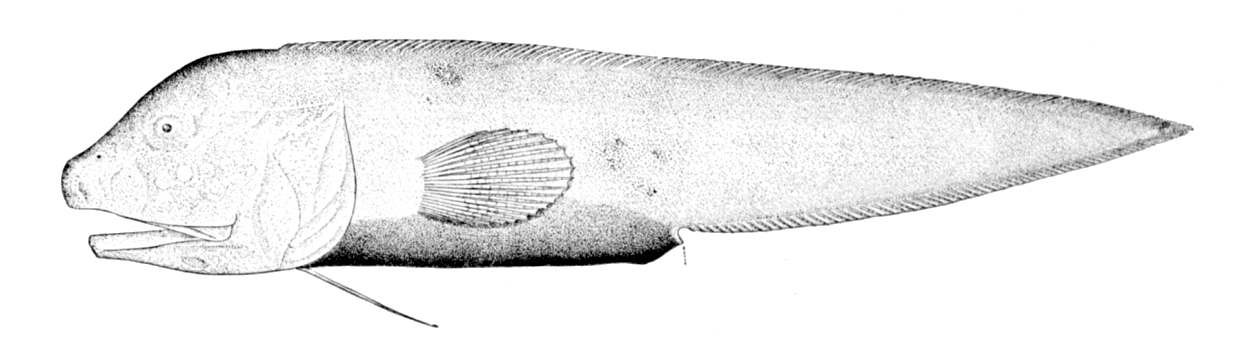
Aphyonus gelatinosus.

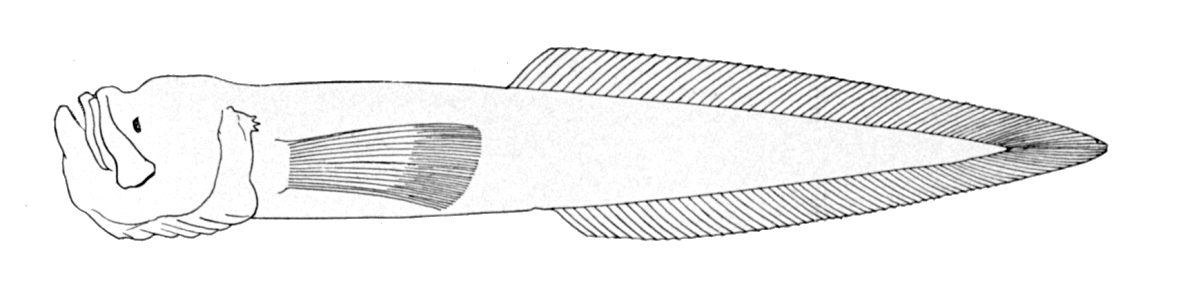
Barathronus parfaiti.

Los afiónidos son la familia Aphyonidae de peces marinos incluida en el orden Ophidiiformes, distribuidos por el océano Atlántico, Índico y Pacífico. Su nombre deriva del griego aphyo, que significa sardina, por su color parecido.

## Anatomía
La piel no tiene escamas; no tienen vejiga natatoria, lo que es indicativo de sus hábitos sedentarios; las aletas dorsal, caudal y anal están fusionadas en una única aleta delgada que rodea toda la parte posterior del cuerpo; los ojos son pequeños y rudimentarios; pueden tener una puntiaguda espina en el opérculo; las aletas pélvicas están formadas por un único radios solitario.

## Hábitat y modo de vida
Viven pegados al fondo marino, la mayoría más abajo de los 700 m de profundidad; son especies vivíparas, que en el comportamiento reproductivo destaca su cuidado de las crías.

## Géneros y especies
Existen 23 especies agrupadas en los 6 géneros siguientes:
- Género Aphyonus (Günther, 1878):
  - Aphyonus bolini Nielsen, 1974
  - Aphyonus brevidorsalis Nielsen, 1969
  - Aphyonus gelatinosus Günther, 1878
  - Aphyonus rassi Nielsen, 1975
- Género Barathronus Goode y Bean, 1886:
  - Barathronus affinis Brauer, 1906
  - Barathronus bicolor Goode y Bean, 1886
  - Barathronus bruuni Nielsen, 1969
  - Barathronus diaphanus Brauer, 1906
  - Barathronus maculatus Shcherbachev, 1976
  - Barathronus multidens Nielsen, 1984
  - Barathronus pacificus Nielsen y Eagle, 1974
  - Barathronus parfaiti (Vaillant, 1888)
  - Barathronus solomonensis Nielsen y Møller, 2008
  - Barathronus unicolor Nielsen, 1984
- Género Meteoria (Nielsen, 1969):
  - Meteoria erythrops Nielsen, 1969
- Género Nybelinella (Nielsen, 1972):
  - Nybelinella brevidorsalis Shcherbachev, 1976
  - Nybelinella erikssoni (Nybelin, 1957)
- Género Parasciadonus (Nielsen, 1984):
  - Parasciadonus brevibrachium Nielsen, 1984
  - Parasciadonus pauciradiatus Nielsen, 1997
- Género Sciadonus (Garman, 1899):
  - Sciadonus cryptophthalmus (Zugmayer, 1911)
  - Sciadonus galatheae (Nielsen, 1969)
  - Sciadonus jonassoni (Nybelin, 1957)
  - Sciadonus pedicellaris Garman, 1899